# Болести по пчелите
Болестите по пчелите се разделят на 2 основни групи: болести по пчелното пило и болести по пчелите.
Болести по пилото
- Американски гнилец
- Европейски гнилец
- Кисел гнилец
- Мехурчест гнилец
- Сух гнилец

Болести по пчелите
- Паратиф (пчели)
- Септицемия
- Нозематоза
- Вароатоза
- Амебоза
- Акароза (Болест на Уайт)
- Браулоза

Епидемии
- Синдром на разрушената пчелна колония